# Синтіон
Синтіон (рум. Sântion) — село у повіті Біхор в Румунії. Входить до складу комуни Борш.
Село розташоване на відстані 443 км на північний захід від Бухареста, 6 км на північний захід від Ораді, 138 км на захід від Клуж-Напоки.

## Населення
За даними перепису населення 2002 року у селі проживали 1462 особи.
Національний склад населення села:
| Національність | Кількість осіб | Відсоток |
| -------------- | -------------- | -------- |
| угорці         | 1408           | 96,3%    |
| румуни         | 51             | 3,5%     |

Рідною мовою назвали:
| Мова      | Кількість осіб | Відсоток |
| --------- | -------------- | -------- |
| угорська  | 1413           | 96,6%    |
| румунська | 47             | 3,2%     |